# Jadvygava (Jonava)

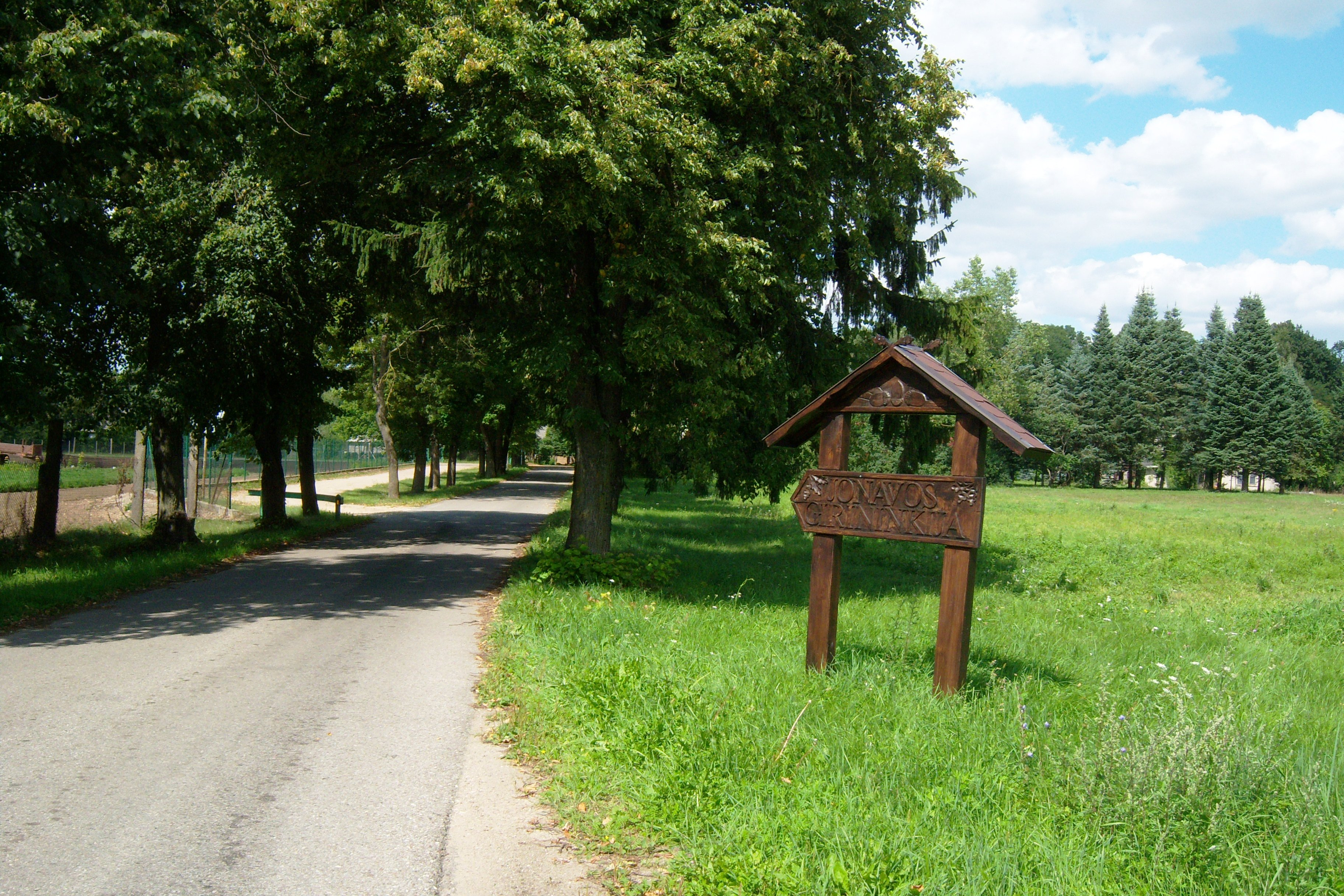
Einfahrt zu Jadvygava

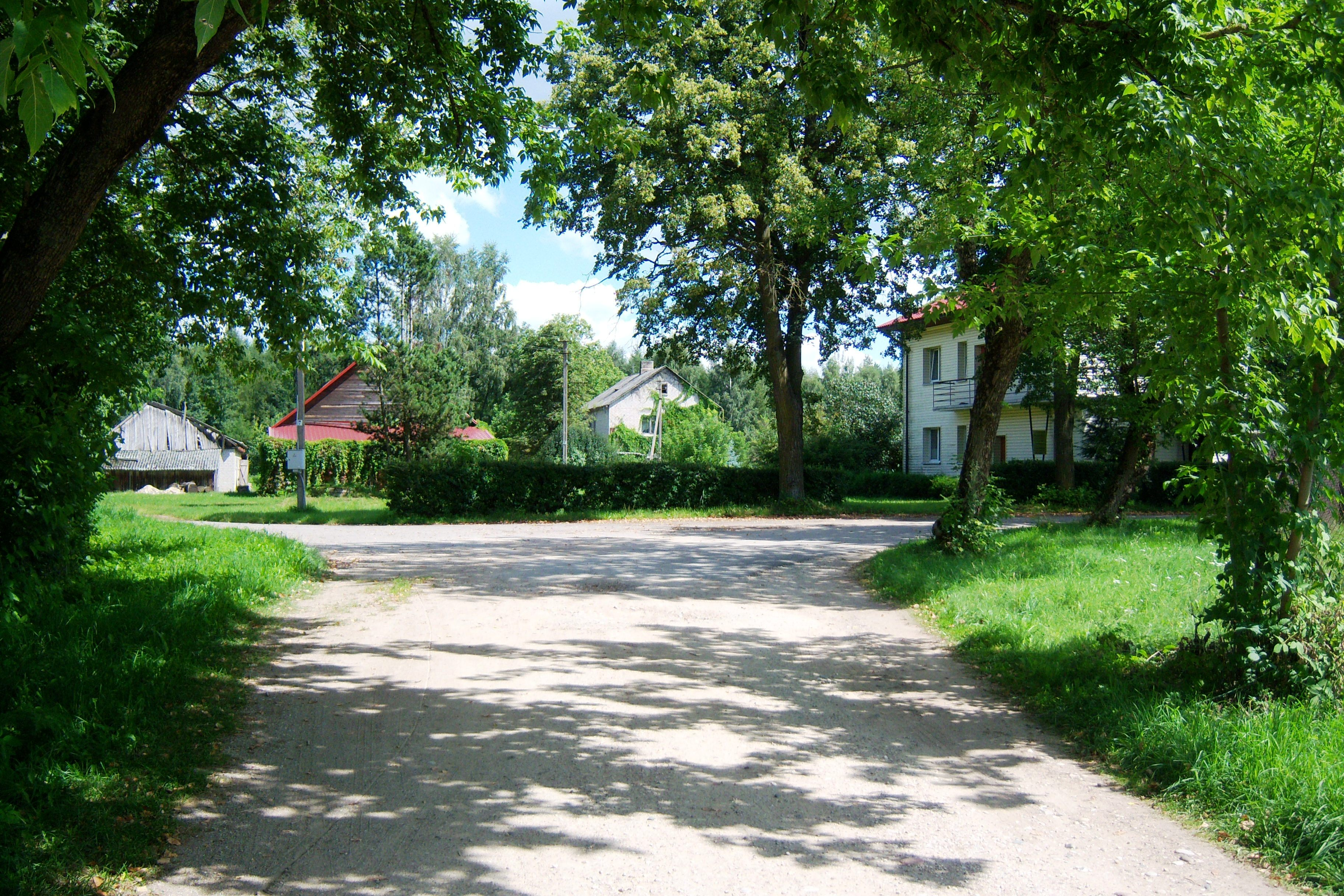
Dorf

Jadvygava ist ein Dorf in Litauen, im Amtsbezirk Šilai, in der Rajongemeinde Jonava (Bezirk Kaunas). 2011 gab es 6 Einwohner. In Jadvygava hat ihren Sitz die Försterei Jonava. Sie gehört der Oberförsterei Jonava. In Jadvygava gibt es eine Baumschule.